# Sigmund Christoph Hayden zu Dorff
Sigmund Christoph Hayden zu Dorff (* 12. Januar 1853 im Schloss Dorff, Gemeinde Schlierbach; † 28. Dezember 1926 in Kirchdorf an der Krems) war Gutsbesitzer und Abgeordneter zum Österreichischen Abgeordnetenhaus.

## Leben
Sigmund Christoph Hayden zu Dorff war Sohn des Gutsbesitzers Eduard Hayden von und zu Dorff († 1895). Nach dem Besuch einer Realschule in Innsbruck trat er 1873 in die Armee als Einjährig-Freiwilliger ein, wurde 1874 Kadett, 1875 Leutnant, 1880 Oberleutnant und 1885 außer Dienst gestellt. Im Jahr 1886 wurde er Leiter und 1895 nach dem Tod seines Vaters Besitzer des Guts Dorff.
Er war von 1896 bis 1902 Mitglied im Oberösterreichischen Landtag (IX. Wahlperiode).
Er starb am 28. Dezember 1926 im Alter von 73 Jahren an Wassersucht.
Er war römisch-katholisch und ab 1884 verheiratet mit Eugenie von Lenz, mit der er eine Tochter und zwei Söhne hatte. Im Jahr 1897 ließ er sich von seiner Frau scheiden. Bis zu diesem Jahr war er auch Schwiegersohn von Alfred von Lenz.

## Politische Funktionen
Sigmund Christoph Hayden zu Dorff war vom 7. Juni 1895 bis zum 30. Januar 1907 Abgeordneter des Abgeordnetenhauses im Reichsrat (VIII., IX. und X. Legislaturperiode) und war dort für die Kurie Oberösterreich, Großgrundbesitz zuständig. Er war der Nachfolger seines Vaters Eduard Hayden von und zu Dorff.

## Klubmitgliedschaften
Sigmund Christoph Hayden zu Dorff war ab 1895 Mitglied im Klub der Konservativen und ab 1901 im Zentrum-Klub (konservativer Großgrundbesitz).